# Iv Koto Mudiek
Iv Koto Mudiek is een bestuurslaag in het regentschap Zuid-Pesisir van de provincie West-Sumatra, Indonesië. Iv Koto Mudiek telt 10.062 inwoners (volkstelling 2010).